# Анибар (залив)
Анибар или Анибаре (англ. Anibare Bay) — залив Тихого океана, вдающийся в восточное побережье острова Науру. 

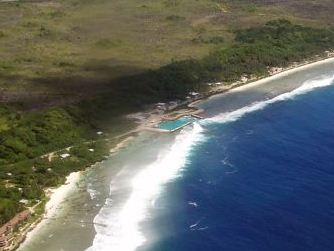
Порт Анибар. Вид сверху

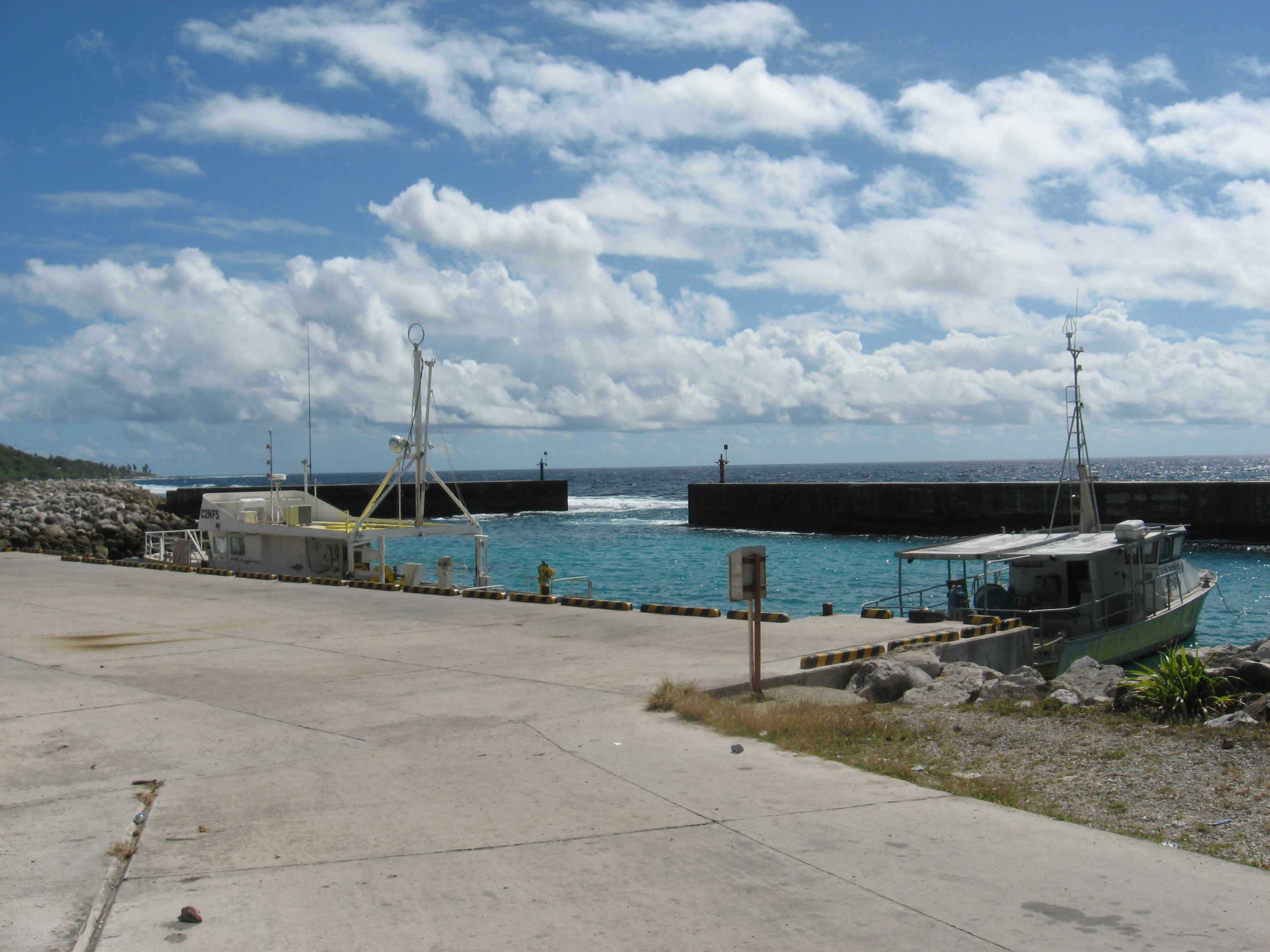
Порт Анибар. Вид причала

Залив находится между мысами Июв и Мененг, удалёнными друг от друга на 2 км. Берег залива является лучшим пляжем на острове, с белым коралловым песком. Подходящее место для плавания и занятий сёрфингом, один из главным туристических объектов острова. На побережье залива с юга расположена гостиница «Мененг» (принадлежит государству). На берегу залива в 2000 году построен порт Анибар.

Карта острова Науру с обозначением залива Анибар